# 辻イト子
辻イト子（つじ いとこ、1947年12月3日 - 2021年5月24日）は、日本の女優、漫才師、講師である。本業はみかん農家の主婦。

## 来歴
大阪府岸和田市阿間河滝町出身。1971年に伯母を通して知り合った辻マガルと結婚し、2女を儲ける。長女は軽度の知的発達障害があり、中学校から養護学校に編入学したという。また、芸能活動を始める前には実父母の介護もしていた。
1994年4月よりタレント養成事務所に所属し、CMやテレビ等に出演。特にCMは2年間の在籍期間中に30数本出演するというめざましい活躍を見せた。1996年4月にタレント養成事務所を卒業して独立、個人事務所「みかん山プロダクション」を開業した。
1998年10月、夫との夫婦漫才コンビ「辻イト子・まがる」を結成し、吉本興業に所属。1999年6月には、みかん山プロダクションを有限会社として法人化し、取締役に就任。
月間10本以上、「みかん農家のおばちゃんが、畑違いの芸能界」などのテーマで全国を回っての「講演+夫婦漫才」を行なった。
2015年、梶浦梶子と「大阪のおばちゃん＆オネエ」というコンビ名でM-1グランプリに挑戦。
2020年10月に癌が見つかり闘病生活を送る。2021年5月24日に膵臓がんのため大阪府内の病院で死去。73歳没。

## レギュラー番組
- 痛快!ネギリバトル!わてらにまかしとき!
- DONちち!（テレビ岸和田、第4週出演）2018年3月30日終了

## ドラマ
- 浪花少年探偵団
- 東京DOGS第5話 高倉奏にキュウリの詰め放題のコツを教える年配の女性。

## CM（代表作）
- ユニクロ（オバハン下着編）
- 日清製粉（コツのいらない天ぷら粉　揚げ上手）
- 東レのトレビーノ
- アコム
- 下呂温泉みのり荘

## 映画
- ビッグ・ショー! ハワイに唄えば
- 大阪物語
- ぼくんち
- 岸和田少年愚連隊
- 喧嘩の花道
- ネット・バイオレンス
- モル
- おばちゃんチップス
- ナニワ金融道 灰原勝負!起死回生のおとしまえ!!
- 旅の贈りもの 0:00発

## 舞台
- 吉本新喜劇
- なんじゃそら3人組